# Борцова
Борцова (слч. Borcová) насељено је мјесто са административним статусом сеоске општине (слч. obec) у округу Турчјанске Тјеплице, у Жилинском крају, Словачка Република.

## Становништво
| Година:    | 1994. | 2004.    | 2014.    | 2024.   |
| ---------- | ----- | -------- | -------- | ------- |
| Број људи: | 111   | 126      | 148      | 153     |
| Разлика:   |       | +13,51 % | +17,46 % | +3,37 % |

| Година:    | 2023. | 2024.   |
| ---------- | ----- | ------- |
| Број људи: | 151   | 153     |
| Разлика:   |       | +1,32 % |

Према подацима о броју становника из 2011. године насеље је имало 128 становника.